# Torilis
Torilis es un género de plantas herbáceas estrechamente relacionado con el  perejil. Es originario de Eurasia y del Norte de África pero ha sido introducido en otros continentes. Comprende 78 especies descritas y de estas, solo 8 aceptadas.

## Taxonomía
El género fue descrito por Michel Adanson y publicado en  Familles des Plantes 2: 99, 612. 1763. La especie tipo es: Torilis anthriscus (L.) C.C. Gmel.

## Especies
- Torilis arvensis (Huds.) Link
- Torilis infesta (L.) Clairv.
- Torilis japonica (Houtt.) DC.
- Torilis leptophylla (L.) Rchb. f.
- Torilis nodosa (L.) Gaertn.
- Torilis scabra (Thunb.) DC.
- Torilis ucrainica Spreng.
- Torilis webbii Jury